# Douarnenez
Douarnenez település Franciaországban, Finistère megyében. Lakosainak száma 14 188 fő (2022. január 1.). Douarnenez Le Juch, Kerlaz, Pouldergat és Poullan-sur-Mer községekkel határos.

## Leírása
Douarnenez, a róla elnevezett öböl legfestőibb pontja; a szardínia- és a langusztahalászok kikötője, ahol július harmadik vasárnapján minden évben megrendezik a "sirályok ünnepét". A város a vitorlázóversenyek és vitorlázó iskolák és a vízisportok Bretagnei központja, nyaranta nagy az idegenforgalma. 
A fennmaradt legenda szerint ebben az öbölben süllyedt egyszer hullámsírba a legendás "Is" városa, és itt van a közelben Trisztán szigete is, ahol valaha  Mark király omlott volna magányába bánatával szegény izolda szomorú vége miatt.

## Galéria

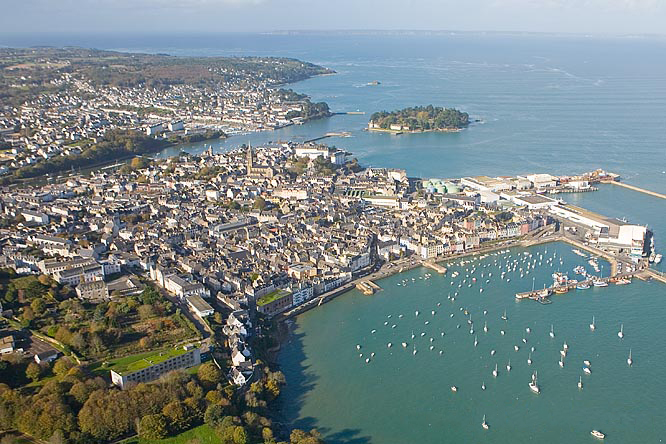
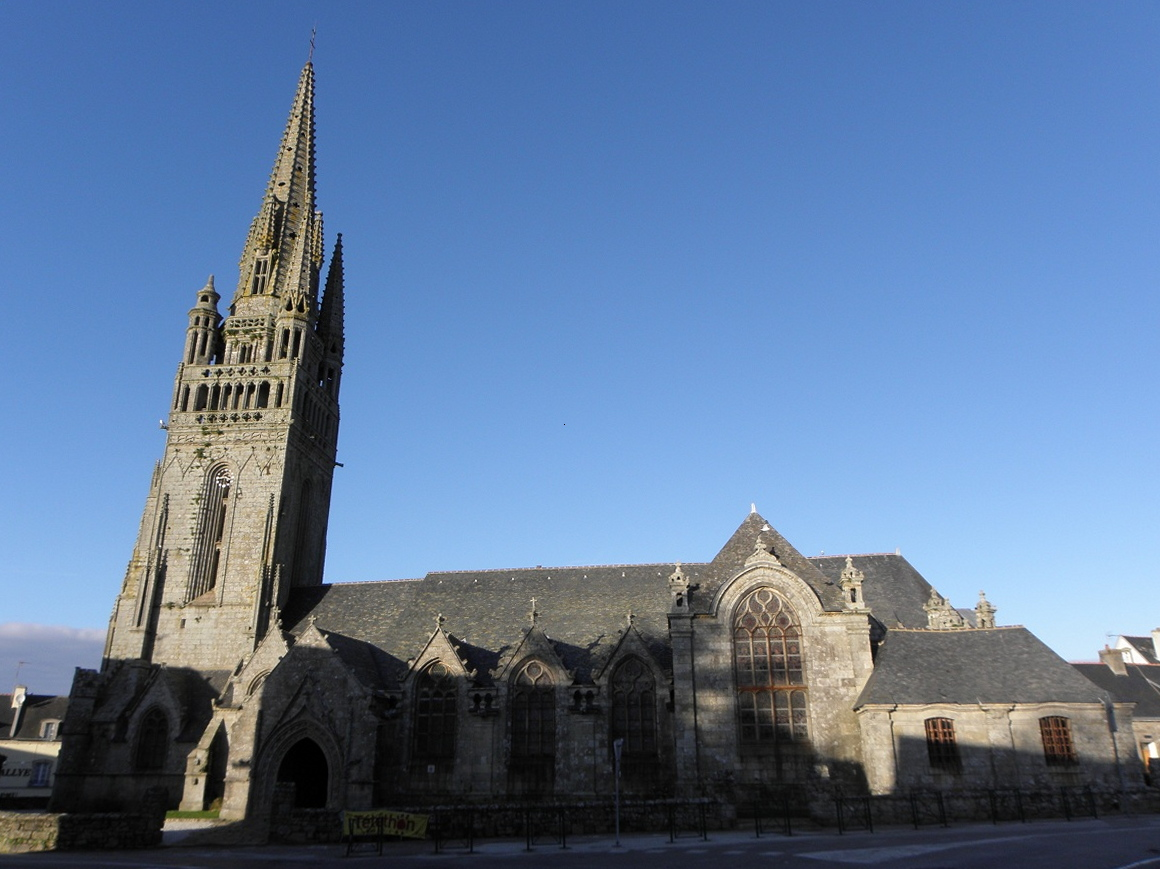
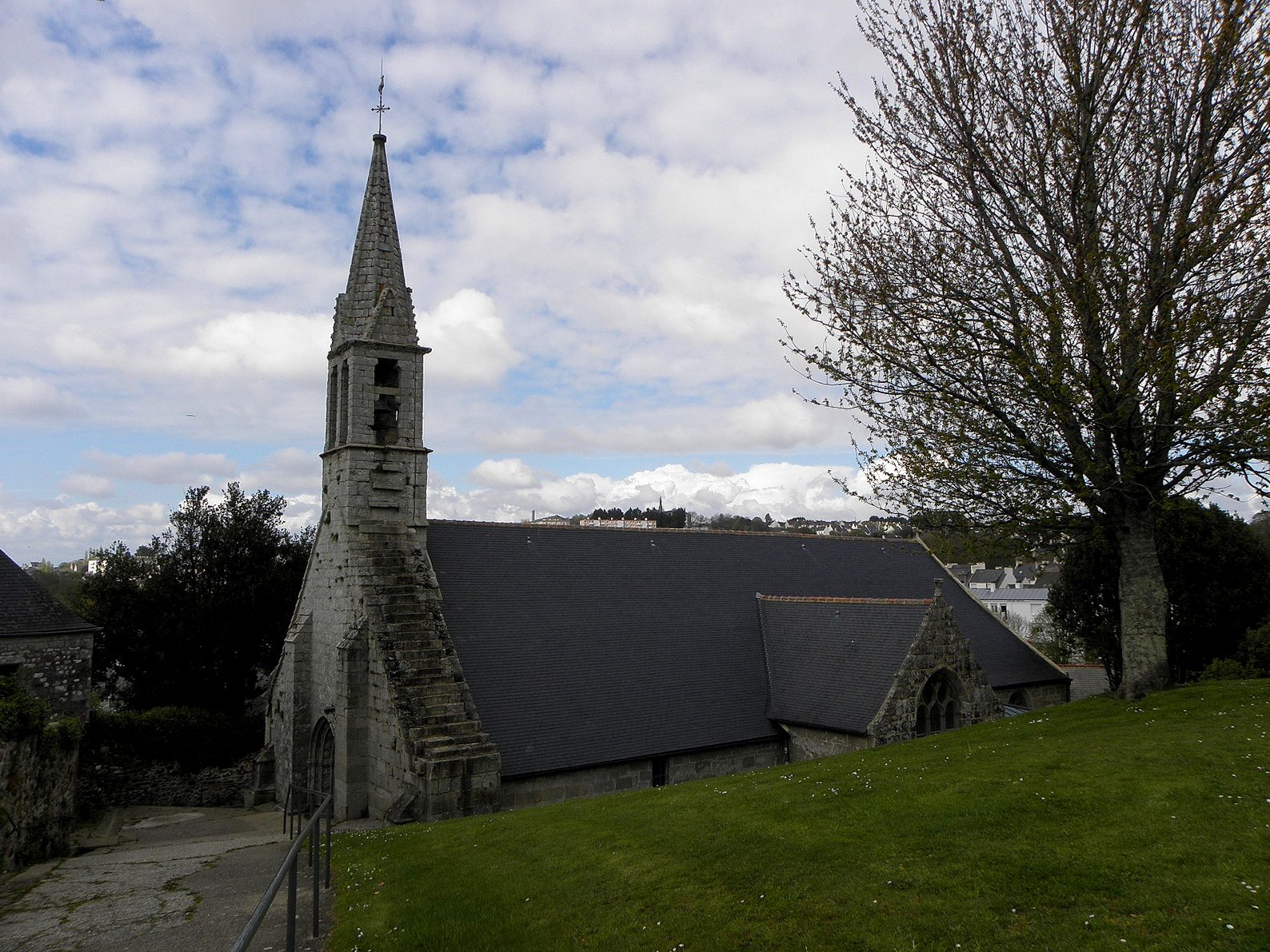
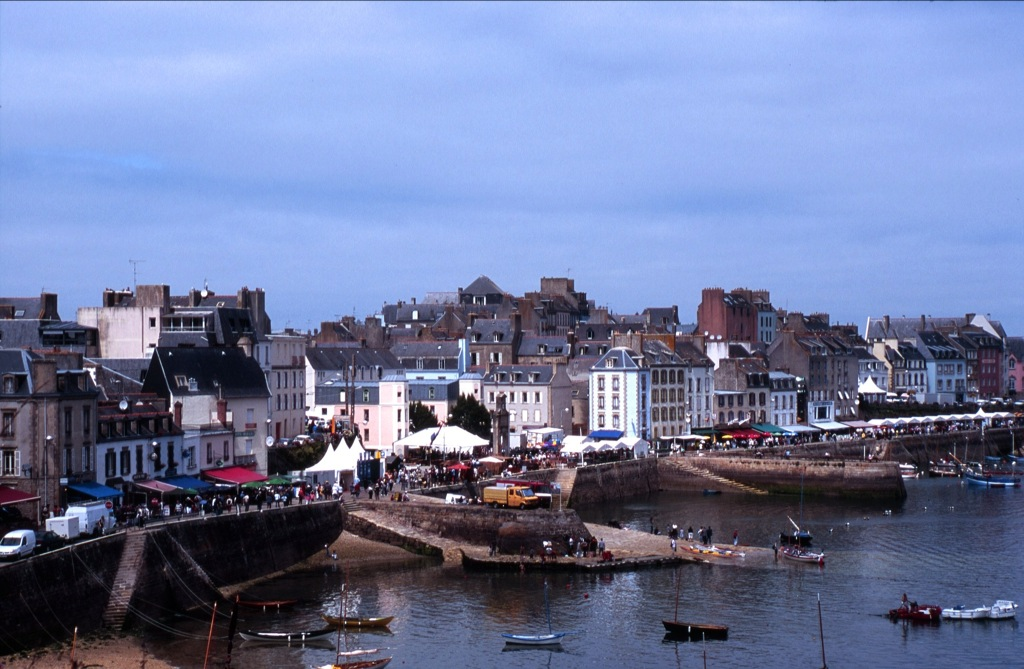
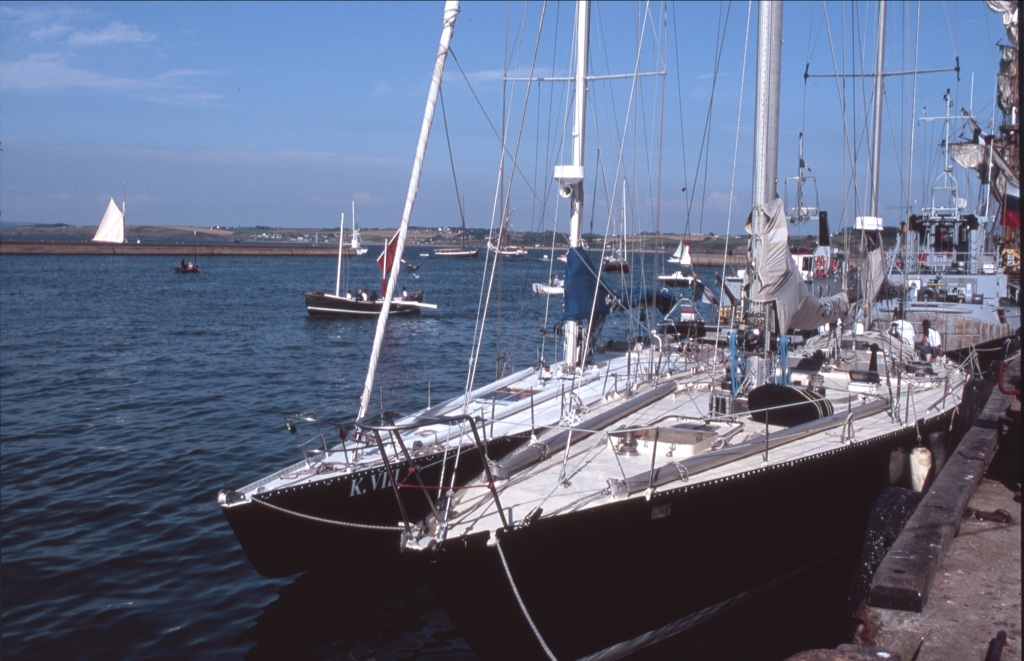
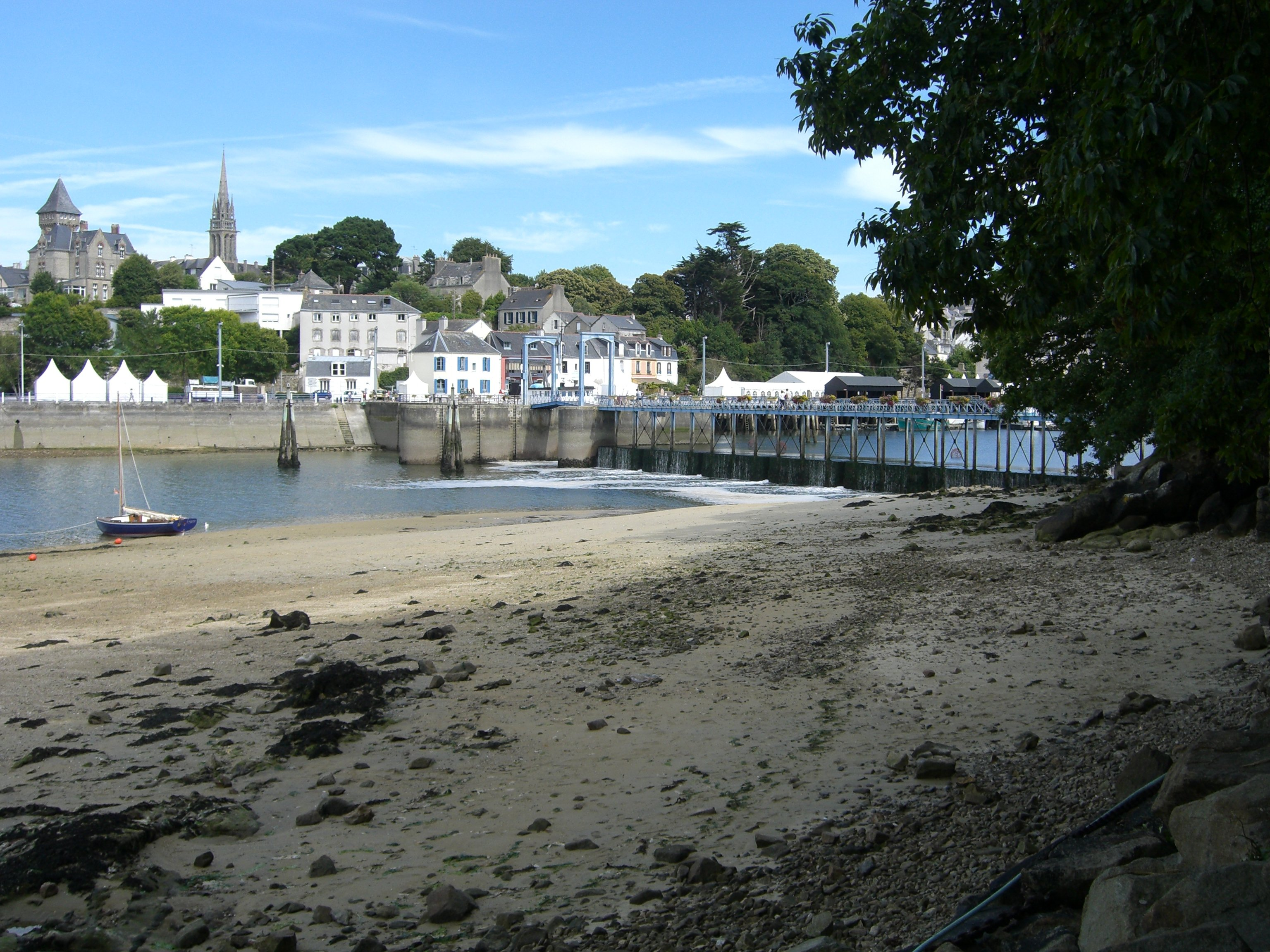
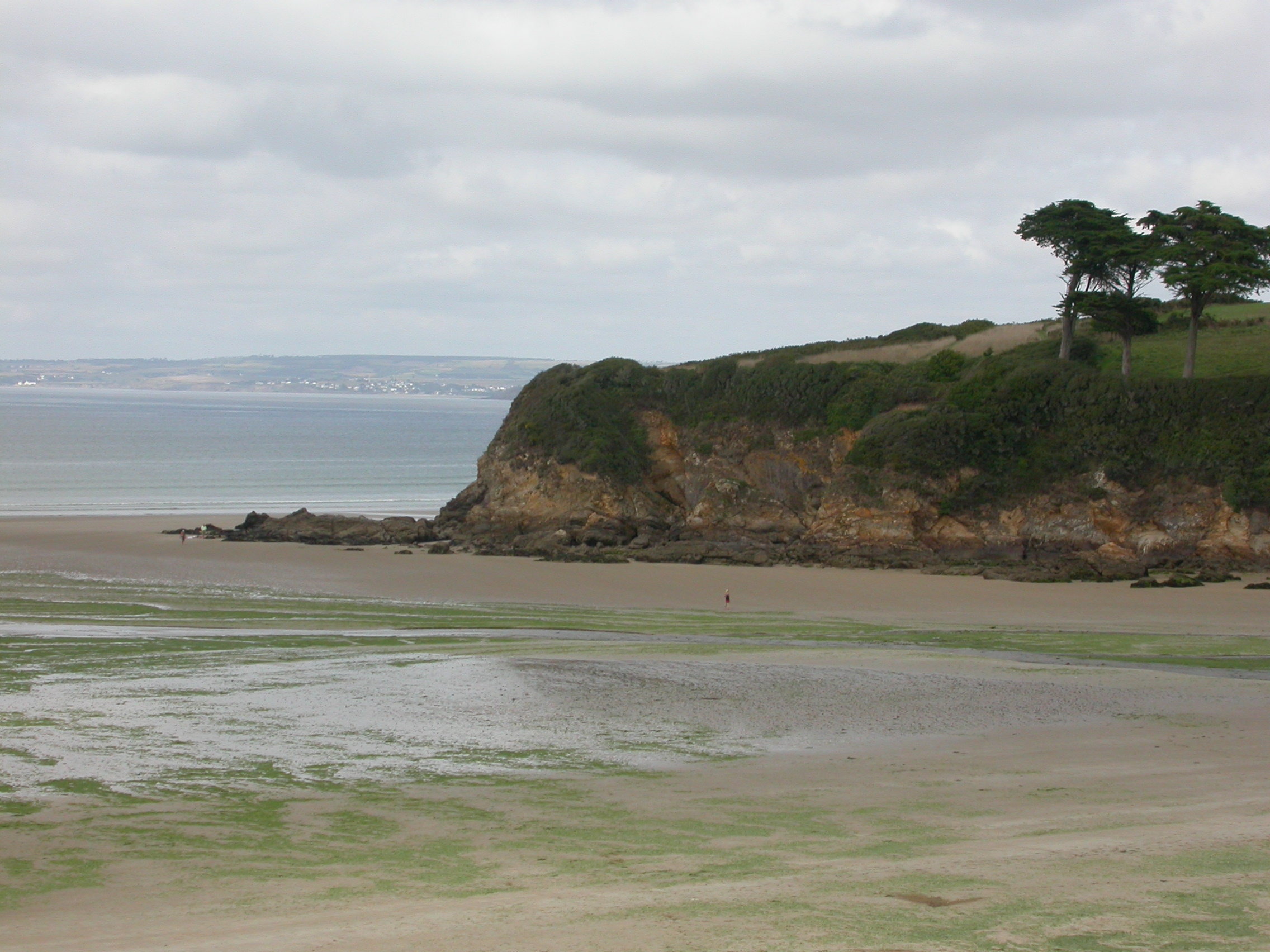
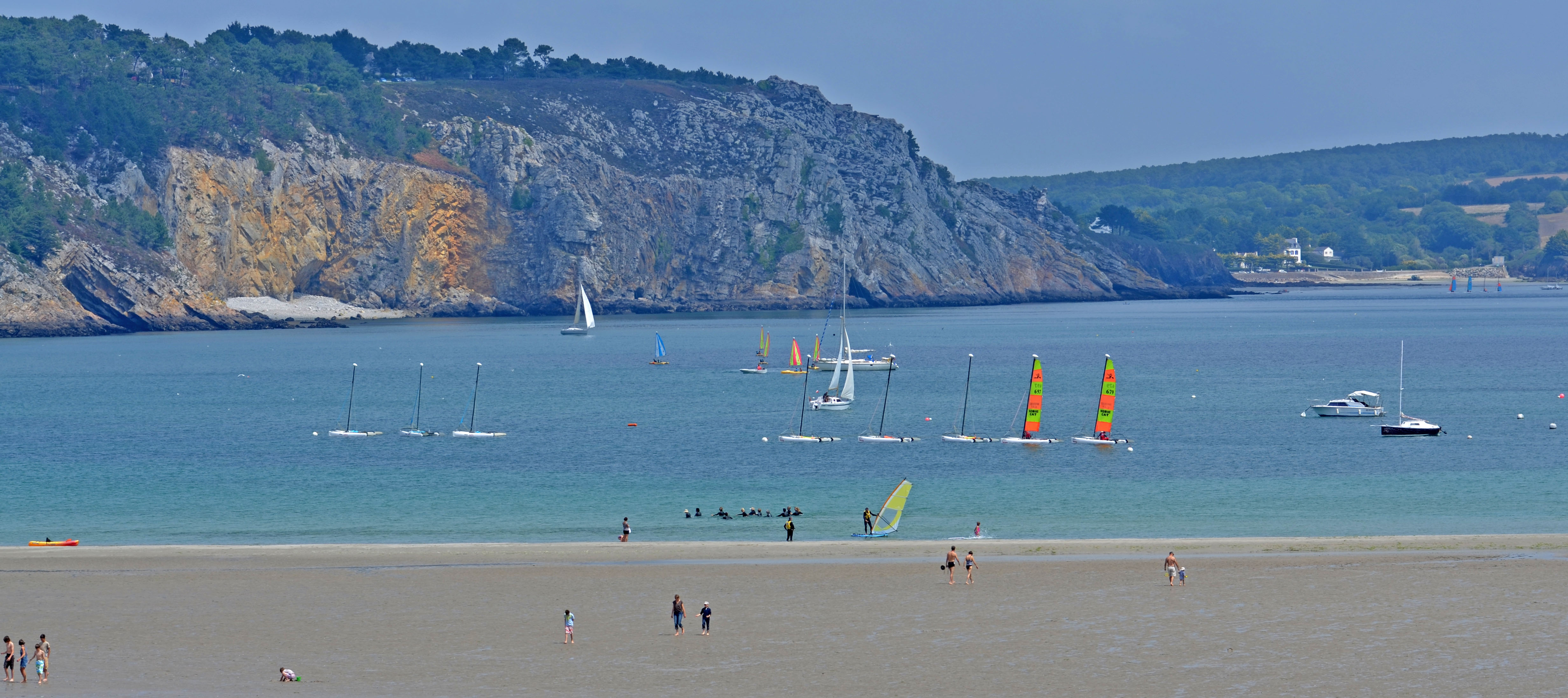
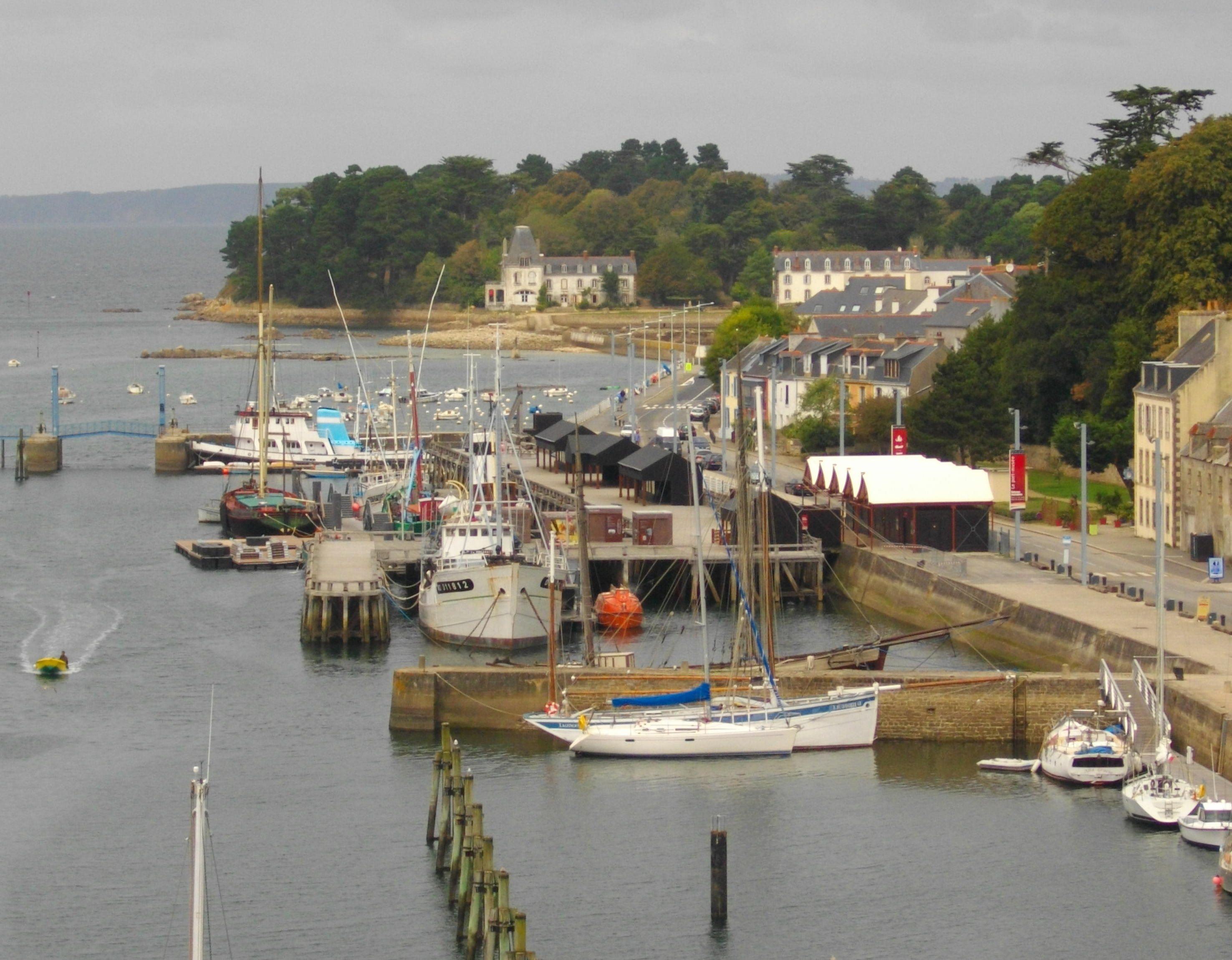
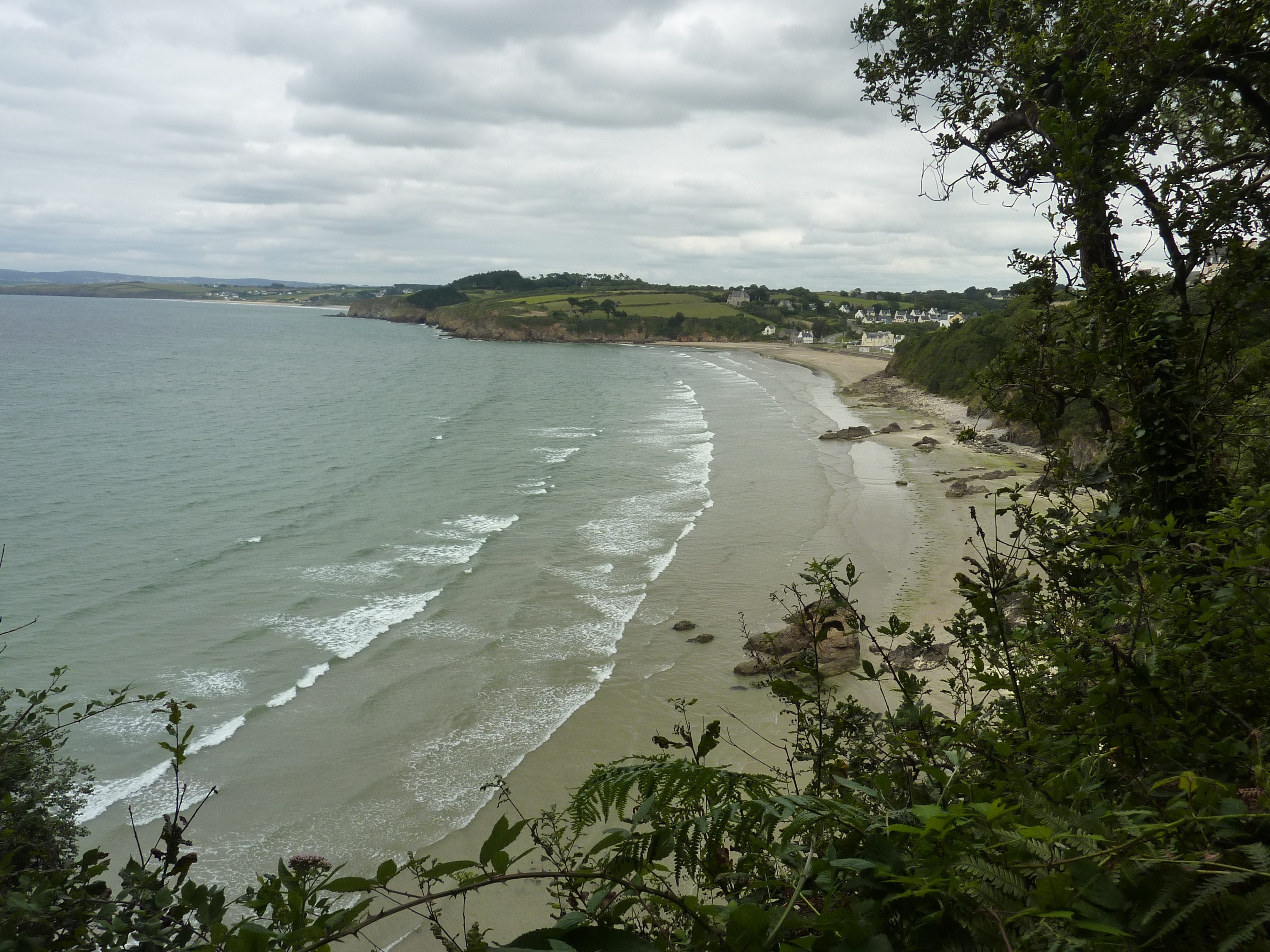
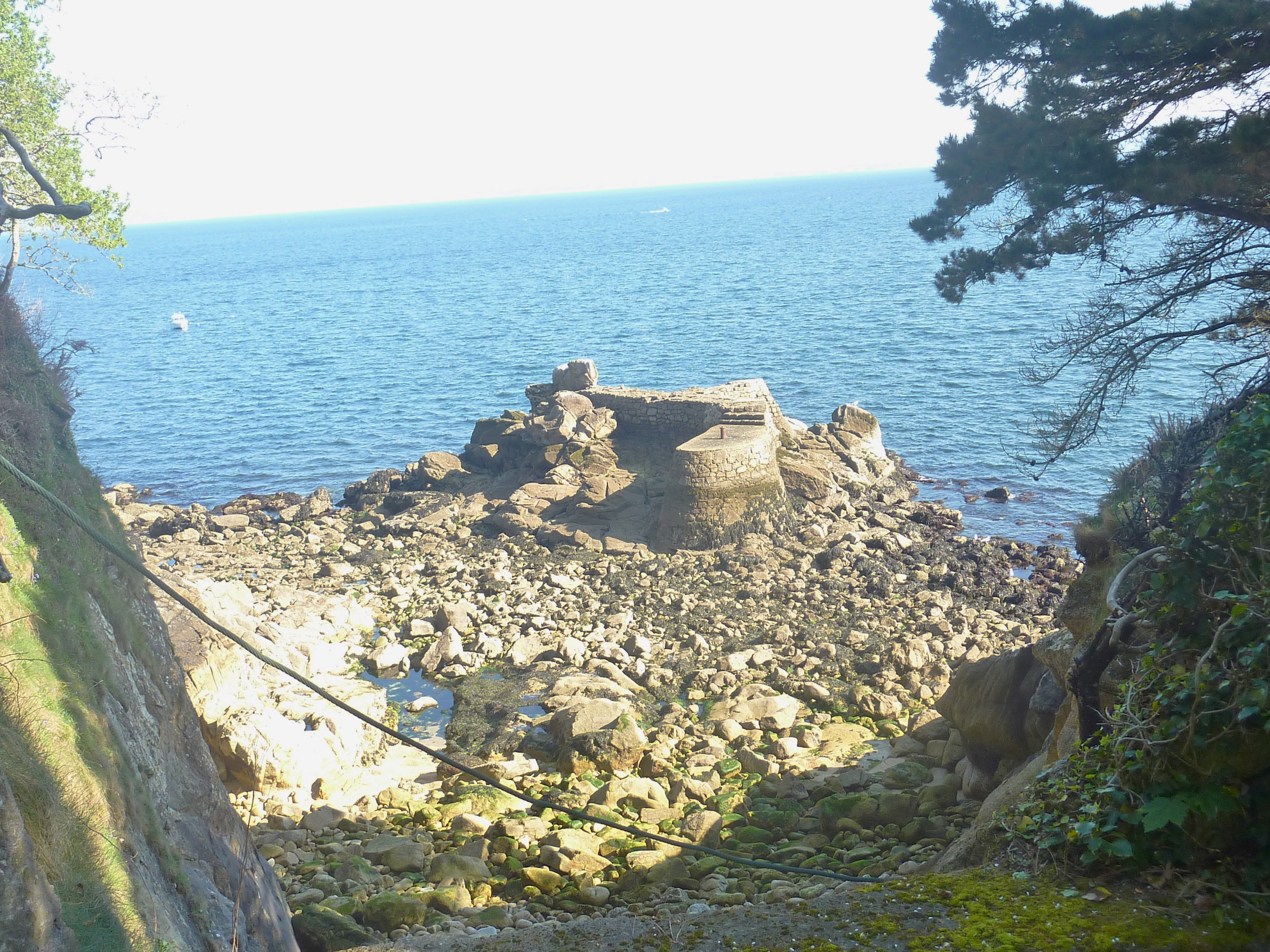
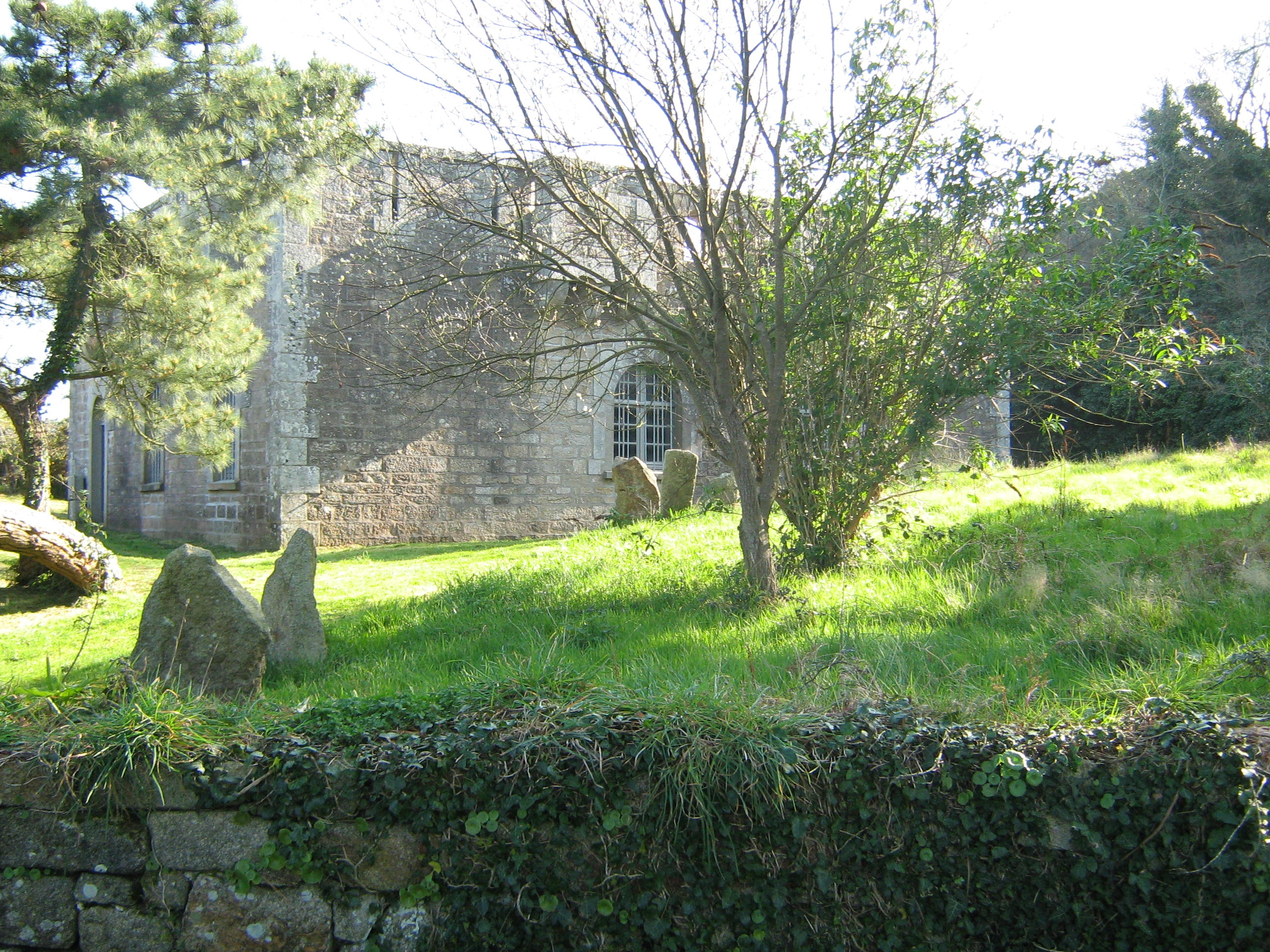

## Népesség
A település népességének változása:
| Lakosok száma | 19 705 | 17 653 | 16 457 | 15 608 | 14 750 | 14 208 | 13 902 | 14 000 | 13 956 | 14 188 |
|               | 1968   | 1982   | 1990   | 2006   | 2013   | 2015   | 2017   | 2019   | 2020   | 2022   |